# وریسکا (داکوتای شمالی)
وریسکا(به انگلیسی: Oriska) شهری در ایالت داکوتای شمالی کشور ایالات متحده آمریکا است که جمعیت آن در سرشماری سال ۲۰۱۰ میلادی، ۱۱۸ نفر بوده‌است.